# Sarah Robertson

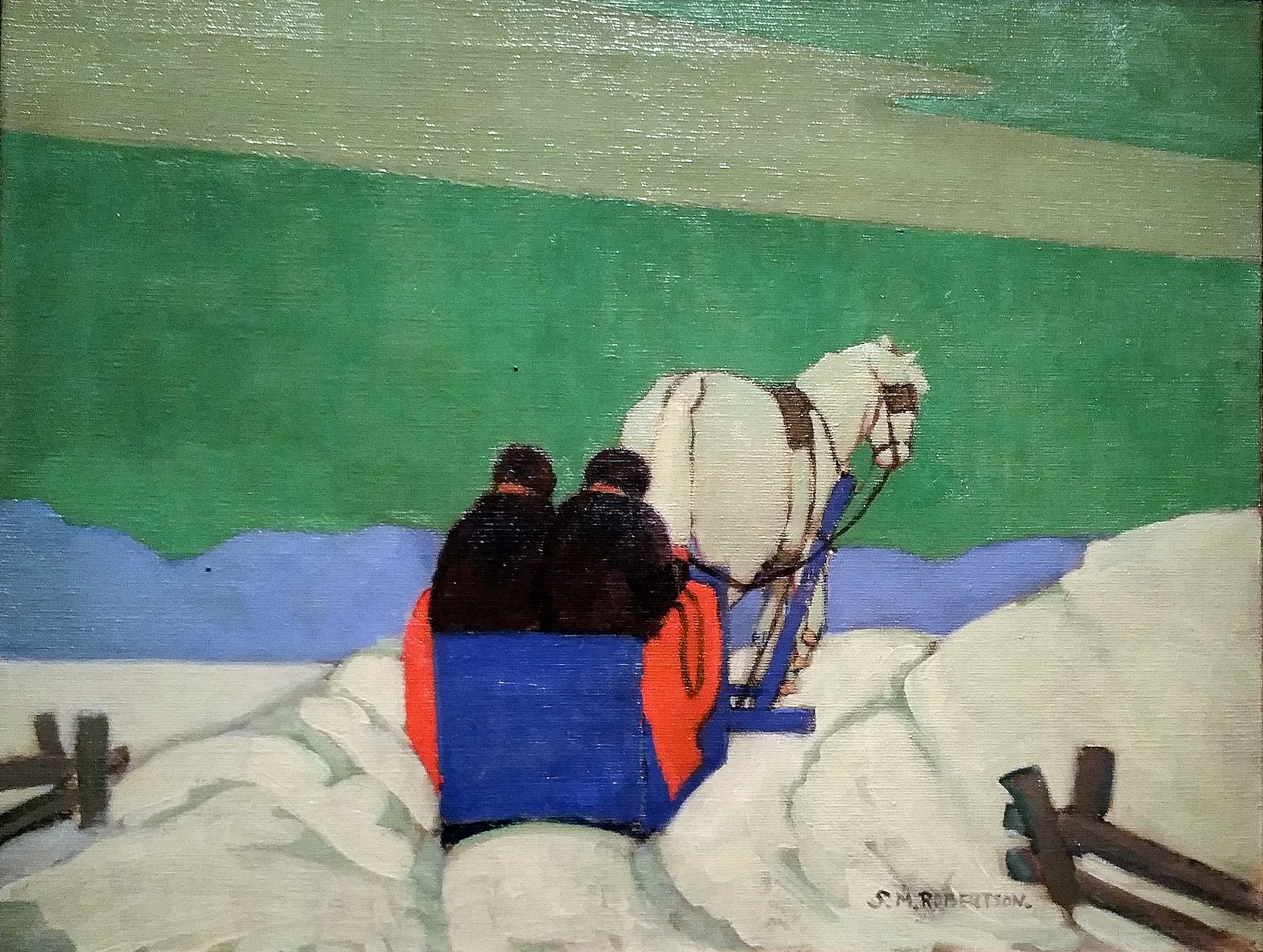
Le traîneau bleu, Sarah Robertson, 1924, Tom Thomson Art Gallery

Sarah Margaret Armour Robertson, née le 16 juin 1891 et morte le 6 décembre 1948 est une peintre canadienne de paysages, de natures mortes, de portraits et de peintures murales destinées à des résidences privées.

## Jeunesse
Robertson est née à Montréal le 16 juin 1891, fille de John Armour Robertson et de Jessie Anne Christie, et l'aînée de quatre frères et sœurs. Ses parents étaient originaires d'Ecosse. Elle a fait ses études à Montréal. Au cours de son enfance, la famille a vécu confortablement, mais ensuite, a dû faire face à des difficultés financières. Elle a commencé ses études d'art à l'âge de dix-neuf ans avec une bourse de l'Art Association of Montreal, dirigée par William Brymner  et Maurice Cullen. La Première Guerre mondiale a interrompu ses études, après quoi elle a repris des cours de 1921 à 1924 sous la houlette de Randolph Hewton, membre fondateur du Groupe canadien des peintres et gagnante d'une bourse Wood.

## Carrière artistique

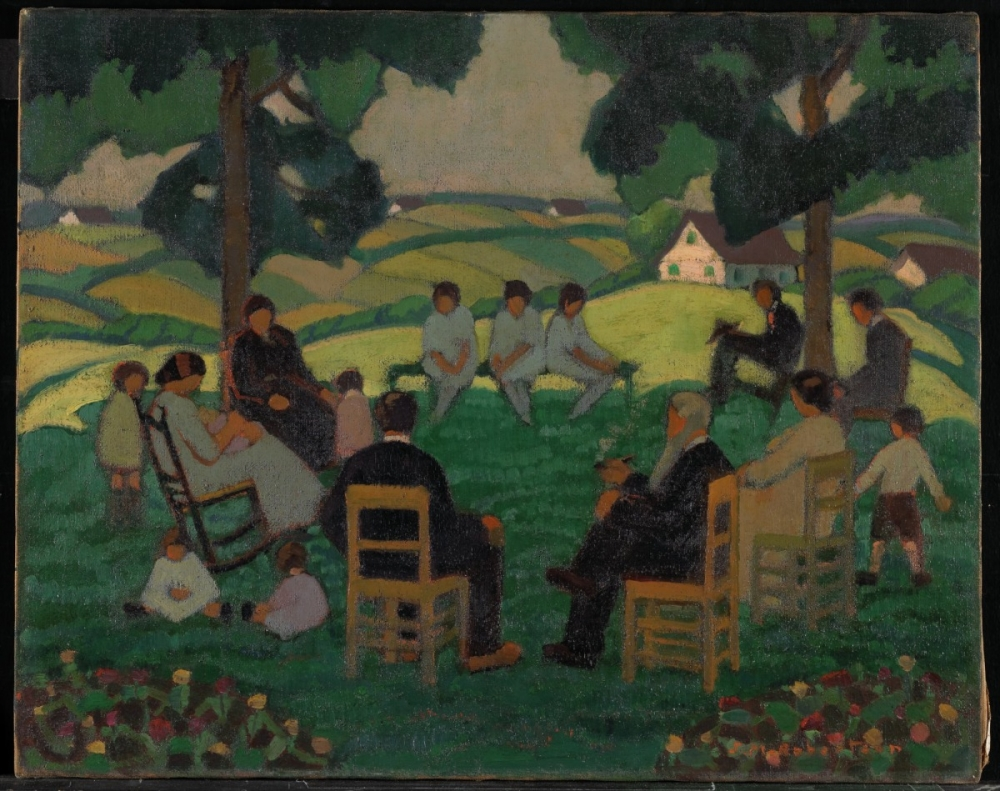
Le Repos, Sarah Robertson, vers 1926, National Gallery of Canada.

Au cours des dernières années de Sarah, à la Art Association, elle a rejoint des étudiants anciens et actuels, ainsi que d'autres artistes et son professeur, Randolph Hewton, au sein du groupe Beaver Hall. AY Jackson était le président du groupe nommé d'après la rue de Montréal, Beaver Hall Hill. Robertson est devenu une amie proche de Prudence Heward. Les deux peintres étaient dévoués à leur art et ont souvent peint ensemble. Heward a été l'une des artistes les plus novatrices au Canada au cours de sa vie. Robertson a également exposé aux États-Unis lors d'expositions collectives, à la galerie d'art de l'Université Yale en 1944, au musée national de Belas Artes à Rio de Janeiro et au musée Riverside à New York.
Le travail ultérieur de Robertson était plus libre dans la composition et plus audacieux dans les couleurs. Cela reflétait son amour de la nature et son style unique. Elle est décédée le 6 décembre 1948 à Montréal.

## Associations avec d'autres artistes et groupes
Beaver Hall est un groupe de peintres canadiens basé à Montréal qui s'est réuni à la fin des années 1910 alors qu'il étudiait l'art dans une école dirigée par l'Art Association of Montreal. Nora Collyer, Emily Coonan, Prudence Heward, Mabel Lockerby, Mabel May, Kathleen Morris, Lilias Torrance Newton, Sarah Robertson, Anne Savage et Ethel Seath faisaient partie de ce groupe. Parfois connu sous le nom de Beaver Hall Hill Group ou Beaver Hall Women. Cette association de dix-neuf artistes montréalais, dont huit femmes, s’est engagée à développer des visions artistiques distinctes tout en reconnaissant l’influence du Groupe des Sept et du modernisme français. Les artistes de Beaver Hall ont organisé leur exposition annuelle dans leurs studios de Beaver Hall Hill. À la fin de 1921, le groupe Beaver Hall se heurta à de sérieuses difficultés financières, qui obligèrent à renoncer à leurs studios. Les hommes ont suivi leur propre chemin, mais la plupart des femmes sont restées en contact étroit les unes avec les autres.
En été, Robertson rendait également visite à Prudence Heward, à la résidence d'été de sa famille près de Brockville sur le fleuve Saint-Laurent. Dans le même temps, Robertson a également entretenu une longue correspondance avec AY Jackson, qui a offert un jugement critique vital. Jackson était un ami proche de Robertson et de Heward. Certaines des peintures de Robertson ont été inspirées par ses visites à la maison d'été des Heward.
Robertson est un membre fondateur du Groupe des peintres canadiens, tout en exposant avec eux pendant de nombreuses années. Le groupe était composé de 28 peintres anglophones de partout au Canada. Ce groupe a joué un rôle déterminant dans la définition d’une nouvelle direction de l’art canadien, exprimant la diversité de l’expérience canadienne des paysages et des bâtiments sur la base de la vision du Groupe des Sept. Le Repos, est l'un de ses tableaux les plus connus, appartient au Musée des beaux-arts du Canada .

## Œuvres
- Vieux fort, séminaire des Sulpiciens, vers 1931, Musée des beaux-arts de Montréal[8]
- Les Tulipes roses, 1936, Musée national des beaux-arts du Québec[9]

## Expositions
Les travaux de Robertson ont rarement été montrés à l'extérieur du Canada. Ses œuvres font partie des collections du Musée des beaux-arts du Canada, du Musée des beaux-arts de Montréal, de l'Université de l'Alberta et du Musée des beaux-arts de l'Ontario.
Ses peintures sont apparues dans des expositions d'art canadien à Wembley, en Angleterre, en 1924 et 1925 et elle a été invitée à participer aux expositions du Groupe des Sept en 1928, 1930 et 1931.
Bien qu'elle ait principalement peint des paysages à l'huile, elle a également peint des natures mortes et des portraits, ainsi que des peintures murales pour des maisons privées.